# Rambong (Kota Bahagia)
Rambong is een bestuurslaag in het regentschap Aceh Selatan van de provincie Atjeh, Indonesië. Rambong telt 564 inwoners (volkstelling 2010).